# Gene Freed
Gene Freed (ur.  1930 w Somerville, zm. 30 lipca 2009 w Los Angeles) – amerykański chirurg plastyczny, brydżysta, Senior Life Master (WBF).

## Wyniki brydżowe

### Zawody światowe
W światowych zawodach zdobył następujące lokaty:
| Mistrzostwa Świata. Konkurencja teamów | Mistrzostwa Świata. Konkurencja teamów | Mistrzostwa Świata. Konkurencja teamów                | Mistrzostwa Świata. Konkurencja teamów | Mistrzostwa Świata. Konkurencja teamów | Mistrzostwa Świata. Konkurencja teamów |
| Rok                                    | Miejsce                                | Zawody                                                | Kategoria                              | Drużyna                                | Pozycja                                |
| -------------------------------------- | -------------------------------------- | ----------------------------------------------------- | -------------------------------------- | -------------------------------------- | -------------------------------------- |
| 2006                                   | Werona                                 | 12. Mistrzostwa Świata                                | Open                                   | Freed                                  | 83                                     |
| 2005                                   | Estoril                                | 37. Mistrzostwa Świata Teamów                         | Trans                                  | Compton                                | 122                                    |
| 2004                                   | Stambuł                                | 3. Transnarodowe Mistrzostwa Świata Teamów Mikstowych | Miksty                                 | Freed                                  | 20                                     |
| 2002                                   | Montreal                               | 11. Mistrzostwa Świata                                | Open                                   | Freed                                  | 65                                     |
| 2002                                   | Montreal                               | 11. Mistrzostwa Świata                                | Seniorzy                               | Freed                                  | 2                                      |
| 2001                                   | Paryż                                  | 35. Mistrzostwa Świata Teamów                         | Trans                                  | Freed                                  | 26                                     |
| 2001                                   | Paryż                                  | 35. Mistrzostwa Świata Teamów                         | Seniorzy                               | USA 2                                  | 1                                      |
| 1994                                   | Albuquerque                            | 9 Mistrzostwa Świata                                  | Open                                   | Freed                                  | 33                                     |
| 1990                                   | Genewa                                 | 8. Mistrzostwa Świata                                 | Open                                   | Freed                                  | 9                                      |

| Mistrzostwa Świata. Konkurencja par | Mistrzostwa Świata. Konkurencja par | Mistrzostwa Świata. Konkurencja par | Mistrzostwa Świata. Konkurencja par | Mistrzostwa Świata. Konkurencja par | Mistrzostwa Świata. Konkurencja par |
| Rok                                 | Miejsce                             | Zawody                              | Kategoria                           | Partner                             | Pozycja                             |
| ----------------------------------- | ----------------------------------- | ----------------------------------- | ----------------------------------- | ----------------------------------- | ----------------------------------- |
| 2006                                | Werona                              | 12. Mistrzostwa Świata              | Open                                | Bill Wickham                        | 277                                 |
| 2006                                | Werona                              | 12. Mistrzostwa Świata              | Miksty                              | Betty Ann Kennedy                   | 112                                 |
| 2006                                | Werona                              | 12. Mistrzostwa Świata              | Open IMP                            | Bill Wickham                        | 40                                  |
| 2002                                | Montreal                            | 11. Mistrzostwa Świata              | Seniorzy                            | Nels Erickson                       | 14                                  |
| 1982                                | Biarritz                            | 6. Mistrzostwa Świata               | Miksty                              | Judith Smith                        | 20                                  |

## Klasyfikacja
- Gene Freed – klasyfikacja WBF (ang.)